# Czechy Zabłotne
Czechy Zabłotne (dodatkowa nazwa w języku białoruskim Чахі Заболотны) – wieś w Polsce położona w województwie podlaskim, w powiecie bielskim, w gminie Orla.
W latach 1975–1998 miejscowość administracyjnie należała do województwa białostockiego.
Prawosławni mieszkańcy wsi należą do parafii św. Michała Archanioła w Wólce Wygonowskiej, a wierni kościoła rzymskokatolickiego do parafii św. Zygmunta w Kleszczelach.